# Fokker V 6
Die Fokker V 6 war der Prototyp eines deutschen Dreidecker-Jagdflugzeuges im Ersten Weltkrieg.

## Entwicklung
Der Bau des Dreideckers wurde von Anthony Fokker am 7. Juli 1917 bei seiner Versuchsbauabteilung mit der Werksbezeichnung D VII in Auftrag gegeben. Als Besonderheit war die unterste Tragfläche nicht mit dem Rumpf verbunden, sondern verlief durchgängig darunter. Erstmals verwendete das Unternehmen einen in den Rumpfbug integrierten Kühler. Das einzige Exemplar erhielt die Werknummer 1698 und als Versuchsflugzeug die Bezeichnung V 6. Ab September wurde die Flugerprobung durchgeführt; dabei zeigte sich, dass die durchlaufende, untere Tragfläche die Leistungen und Flugeigenschaften ungünstig beeinflusste. Daraufhin wurde die Rumpfunterseite „bauchiger“ gestaltet und so ein Flügel-Rumpfanschluss hergestellt. Eine wesentliche Verbesserung brachte dies aber nicht. Auch die Kühleranordnung funktionierte nicht wunschgemäß und führte immer wieder zu Unterbrechungen des Programms. Als das Problem nicht beseitigt werden konnte, wurden die Versuche im Oktober 1917 beendet.
Da die Werksbezeichnung D VII mehreren Prototypen von Fokker zugeteilt wurde, führt dies immer wieder zu Verwechslungen mit anderen Versuchsmustern, beispielsweise einem ebenfalls unter diesem Kürzel entwickelten Doppeldecker mit der Werknummer 1610, dem rückwirkend die Bezeichnung V 3 zugewiesen wurde, oder einem ebenfalls im Juli 1917 bei der Ungarischen Maschinenfabrik (MAG) in Mátyásföld unter Konstruktion stehenden Dreidecker mit 185-Daimler-Lizenzmotor. Später wurde die Fokker V 21 zur eigentlichen D VII.

## Technische Daten

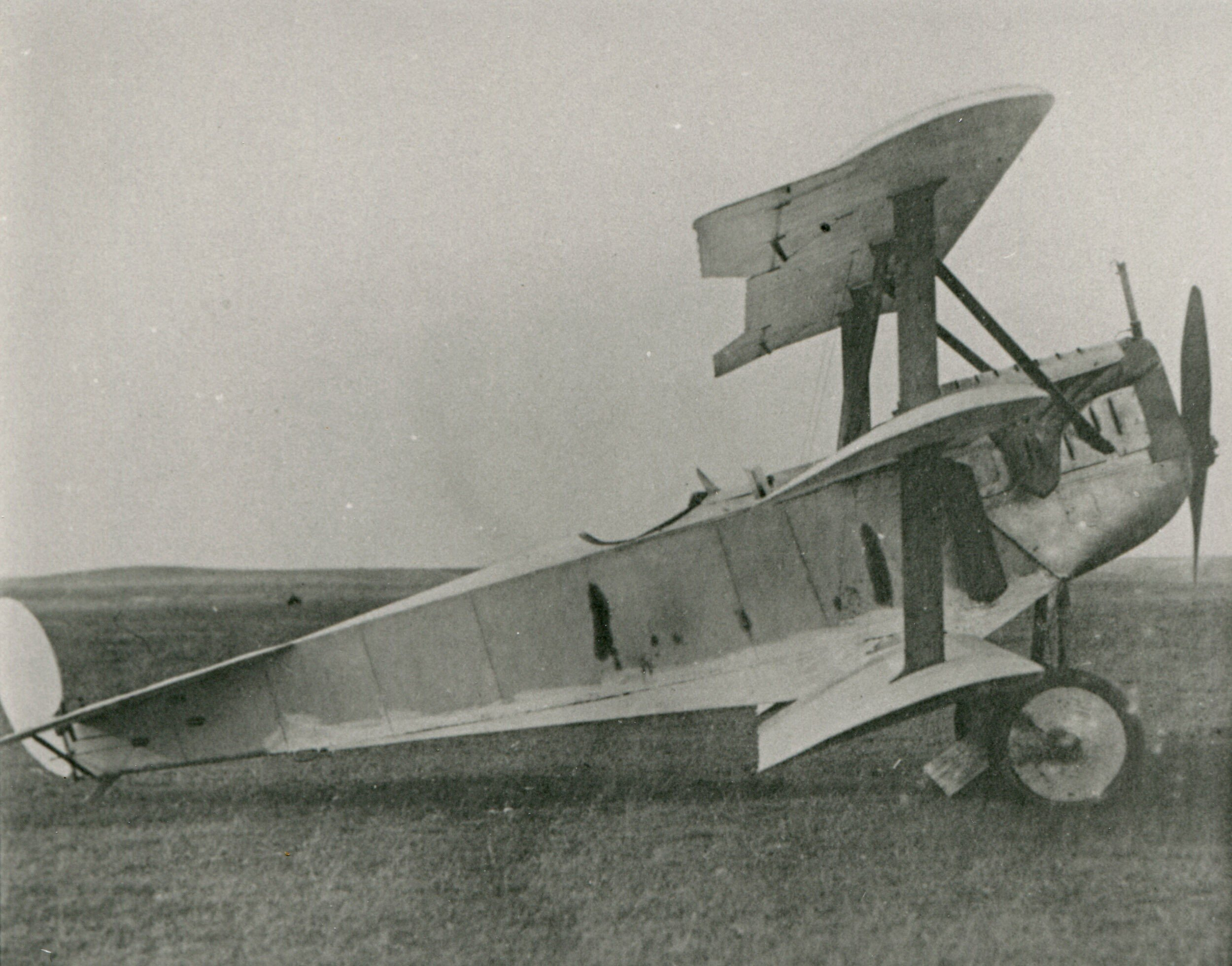
Die V 6 mit Rumpfanschluss der unteren Tragfläche

| Kenngröße                       | Daten |
| ------------------------------- | --- |
| Besatzung                       | 1 |
| Spannweite                      | 7,90 m (oben) 6,60 m (mittig) 6,00 m (unten)                                                                       |
| Länge                           | 7,04 m |
| Höhe                            | 3,15 m |
| Flügelfläche                    | 22,5 m² |
| Leermasse                       | 637 kg |
| Startmasse                      | 880 kg |
| Antrieb                         | ein wassergekühlter Sechszylinder-Viertakt-Reihenmotor mit starrer Zweiblatt-Holzluftschraube                      |
| Typ                             | Mercedes D III |
| Nennleistung effektive Leistung | 160 PS (118 kW) bei 1420/min 172 PS (127 kW) am Boden                                                              |
| Kraftstoffvorrat                | 63 kg |
| Steigzeit                       | 3 min auf 1000 m Höhe 6,5 min auf 2000 m Höhe 12 min auf 3000 m Höhe 20 min auf 4000 m Höhe 34 min auf 5000 m Höhe |
| Bewaffnung                      | zwei starre MG |